# Winter Thrice
| Оценки критиков   | Оценки критиков |
| Источник          | Оценка          |
| ----------------- | --------------- |
| Rock Hard (de)    | 9/10            |
| Metal Hammer (de) | 6/7             |
| AntiHero Magazine | [ 3 ]           |

Winter Thrice — десятый студийный альбом группы Borknagar, выпущенный в 2016-м году. Был записан в Fascination Street Studio, а издан на лейбле Century Media.

## История
Работа над альбомом велась несколько лет. По словам лидера коллектива Эйстейна Брюна, группа закончила работу ещё в июле 2015-го, но по каким-то причинам отложила выпуск альбома. «Нам было сложно молчать об этом до сих пор», — признаётся он.
Много вопросов вызывало название альбома. Брюн ответил на них так:

Название альбома Winter Thrice может вертеться в головах тех, кто знаком с Borknagar на протяжении многих лет. В музыкальном и лирическом плане, диск имеет четкий посыл к временам Olden…, но в то же время мы делаем большой прыжок в будущее. Название относится к трехлетней зиме, последовавшей за крушением мира, согласно скандинавской мифологии. Остальное все зависит от вашего воображения.

## Список композиций
1. The Rhymes of the Mountain — 6:42
2. Winter Thrice — 6:14
3. Cold runs the River — 5:52
4. Panorama — 5:52
5. When Chaos calls — 7:03
6. Erodent — 6:52
7. Noctilucent — 3:55
8. Terminus — 7:10
9. Dominant Winds — 7:18 (бонус-трек на лимитированном издании альбома)